# Mitsunori Yoshida
Mitsunori Yoshida (jap. 吉田 光範, Yoshida Mitsunori; * 8. März 1962 in Kariya, Präfektur Aichi) ist ein ehemaliger japanischer Fußballspieler.

## Nationalmannschaft
1988 debütierte Yoshida für die japanische Fußballnationalmannschaft. Yoshida bestritt 35 Länderspiele und erzielte dabei zwei Tore. Mit der japanischen Nationalmannschaft qualifizierte er sich für die Asienmeisterschaft 1992.

## Errungene Titel

### Mit der Nationalmannschaft
- Asienmeisterschaft: 1992

### Mit seinen Vereinen
- Japan Soccer League: 1987/88
- Kaiserpokal: 1982